# 工农街道 (哈尔滨市)
工农街道是中国黑龙江省哈尔滨市道里区下辖的一个街道。

## 行政区划
工农街道下辖5个社区：美晨社区、天鹅湾社区、二十四门和建材社区、新城社区、新升社区 。